# جرومس

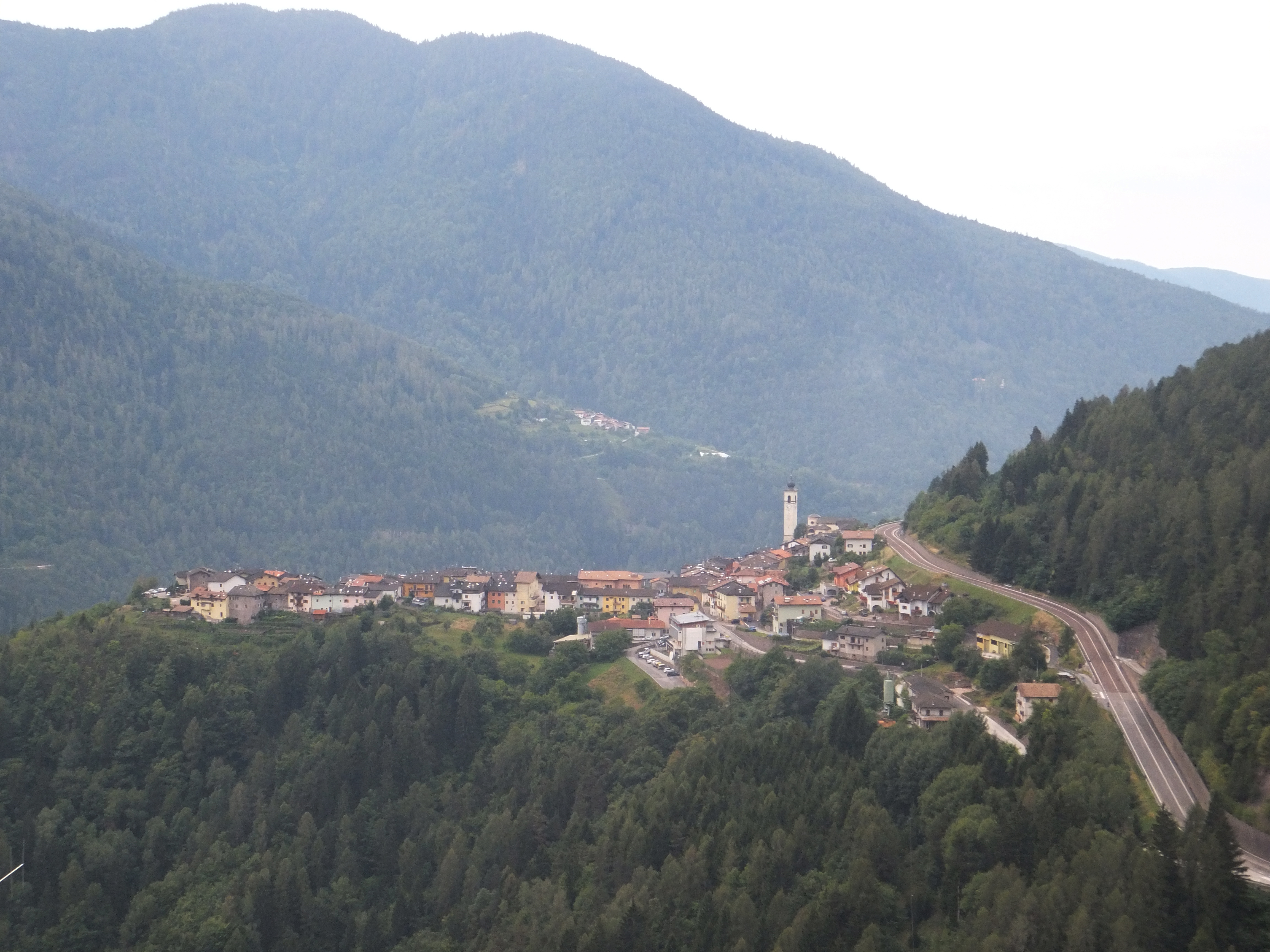
نمایی از کومونه جرومس، ایتالیا ۲۰۱۵

جرومس (به ایتالیایی: Grumes) یک کومونه در ایتالیا است که در ترنتینو واقع شده‌است.

## خصوصیات
جرومس ۱۰٫۸ کیلومترمربع مساحت و ۴۷۷ نفر جمعیت دارد و ۸۶۰ متر بالاتر از سطح دریا واقع شده‌است.